# Soesoeman
Soesoeman (Russisch: Сусуман) is een stad in de Russische oblast Magadan op ongeveer 650 kilometer ten noordwesten van Magadan aan de rivier de Bjorjoljoch (stroomgebied van de Kolyma) en de Bottenweg (Kolymatrakt). De stad staat onder jurisdictie van het district Soesoemanski en heeft een eigen luchthaven.

## Geschiedenis
In de jaren '20 en 30 waren er geologische expedities naar het gebied uitgevoerd, die de aanwezigheid van goud aantoonden. De ontwikkeling van Soesoeman begon echter met de aanleg van een staatsboerderij (sovchoz) door Goelagdwangarbeiders van de Dalstroj in de zomer van 1936. Deze werd in augustus 1937 gevolgd door de opening van de eerste goudmijn genamd Maldjak. In 1938 waren er al drie mijnen en werd besloten tot de bouw van de werknederzetting Soesoeman bij de sovchoz Soesoeman, welke is vernoemd naar de rivier de Soesoeman. Het Evenkse hydroniem koechoeman betekent zoeiets als "sneeuwstorm", "grondwind" of "wind". De afgeleide vorm Soesoeman werd in 1929 voor het eerst ingetekend op een kaart. Daarna volgde een snelle ontwikkeling van de goudmijnbouw; er werden 14 nieuwe mijnen geopend en tegelijkertijd werden nieuwe nederzettingen eromheen gebouwd. Tussen 1937 en 1999 werd 1052 ton goud gedolven bij de stad.
Op 12 december 1964 kreeg Soesoeman de status van stad. Na de val van de Sovjet-Unie verloor de stad meer dan 50% van haar bewoners.

## Economie
De stad heeft een goudverwerkend kombinaat, fabrieken voor het onderhoud van machines en voor de productie van constructiematerialen. Verder zijn er een tweetal landbouwbedrijven. Er wordt groente verbouwd en veeteelt bedreven. In de buurt van de stad bevinden zich ertslagen van goud, steenkool, zilver, tin, wolfraam en kwik.

## Demografie
| Ontwikkeling van het inwoneraantal |       |        |        |        |       |
| Jaar                               | 1959  | 1970   | 1979   | 1989   | 2002  |
| Bevolking                          | 9.600 | 12.600 | 16.000 | 16.800 | 7.800 |